# Joey Tempest
Rolf Magnus Joakim Larsson (Upplands Väsby, 19 de agosto de 1963) é o fundador e vocalista sueco da banda Europe, conhecido por seu nome artístico Joey Tempest.
É o vocalista e principal compositor da banda de hard rock sueca Europe, com quem gravou onze álbuns de estúdio, sendo seu mais recente trabalho o álbum Walk the Earth, lançado em 2017.

## Biografia
Joey gostava de jogar futebol e hóquei no gelo quando era pequeno em Upplands Väsby. A primeira vez que encontrou John Levén foi em um jogo de futebol, naquela altura, Tempest sonhava ser um jogador de futebol e instrutor em um ginásio. Desporto era o seu maior interesse, mas a música depressa o apanhou por completo.
O primeiro instrumento que aprendeu a tocar foi o piano, porque a sua família tinha o instrumento em casa. Um dia foi buscar as cassetes da sua irmã Lotta, com as canções do top 10 das rádios, ali encontrou o seu primeiro ídolo, Elton John, e Crocodile Rock tornou-se a sua canção favorita. Outro grande ídolo foi Elvis Presley, então Joey quis aprender a tocar guitarra, e pediu-a emprestada a sua irmã para aprender a tocar. Um amigo de seu pai ensinou-lhe três dos mais comuns acordes de rock. O primeiro disco que o cantor comprou foi Love Hurts de Nazareth.
No quinto ano da escola, Joey e alguns colegas de turma davam concertos. Vestindo e maquilhando-se como os Kiss, tocavam “You keep on Knocking” e “But You Can’t come in”. Não havia amplificador para a guitarra e a voz era amplificada através do transmissor de um rádio velho.
Logo depois disso, o vocalista formou a banda Made in Hong Kong, junto com três amigos. A sua música era influenciada por Sweet and Slade, as novas bandas favoritas de Tempest. Made in Hong Kong mudaram de nome duas vezes, primeiro para Jet e depois para Blazer. No princípio o cantor tocava guitarra rítmica, mas mudou para o baixo passado pouco tempo. Depois formou uma banda mais a sério chamada Roxanne que se tornou bastante conhecida em Upplands Väsby.
Mas em 1979, John Norum perguntou a Joey se ele queria ser o novo vocalista na sua banda WC. Apesar de WC ser a principal rival dos Roxanne, Tempest decidiu juntar-se a eles. O cantor era amigo de Norum. WC mudaram o nome para Force, antes de ganharem o concurso Rock-SM em 1982 como Europe.
Durante Rock-SM, o vocalista mudou para o nome artístico Joey Tempest. Joey era um “apelido” que lhe fora atribuído uns anos antes quando esteve nos Estados Unidos e Tempest foi tirado do livro “The Tempest” do autor William Shakespeare. Ele passou muitas aulas na escola a escrever letras de músicas e praticar autógrafos como Joey Tempest, os professores não gostavam.
Em 1985, a banda Scorpions pediu a Joey para lhes escrever uma canção. Ele escreveu a música “One of a Kind” e enviou-lhes, mas nunca teve resposta. Depois a música foi incluída no álbum de Tone Norum com o mesmo título. O cantor produziu o álbum para a irmã de John Norum em 1986, bem como escreveu todas as músicas e tocou quase todos os instrumentos. John Norum, Mic Michaeli, Ian Haugland, Marcel Jacob e Yngwie J. Malmsteen também tocaram neste álbum. One of a Kind foi o primeiro álbum que Tempest produziu.
Em 1985, também escreveu a canção “Give a Helping’ Hand” para o projecto “Swedish Metal Aid”. Ele foi um dos cantores principais daquela música, que foi produzida por Kee Marcelo. O dinheiro das vendas daquela música seria doado para ajudar as pessoas da Etiópia.
Depois do Europe se terem separado em 1992, Joey começou novamente a trabalhar com John Norum, eles escreveram a gravaram o dueto “We Will Be Strong” e também escreveram em conjunto a canção “Counting on Your Love”, ambas as músicas foram incluídas no segundo álbum do guitarrista Face the Truth, lançado em 1992. No mesmo ano, o vocalista encontrou uma moça inglesa no Piccadily Circus em Londres, seu nome é Lisa Worthington, seis meses mais tarde seria esposa dele, na qual tiveram 2 filhos.
Em 1995, Tempest gravou o seu primeiro álbum solo, A Place To Call Home, diferente dos materiais do Europe, o cantor voltou-se para o estilo da costa oeste do pop rock, semelhante a Neil Young e Van Morrison. O álbum foi um sucesso e vendeu até disco de ouro na Suécia. John Norum toca guitarra na música "Right to Respect", mas Joey também toca guitarra no álbum. Outros músicos no álbum foram baixista Svante Henrysson, baterista Nicci Wallin e Sven Lindvall. O primeiro single, "A Place To Call Home", foi uma das músicas que mais passou nas rádios suecas em 1995. Outros singles foram "We Come Alive", a balada "Under the Influence" e "Don’t Go Changin On Me".
Joey foi nomeado para os Grammis suecos como o melhor artista masculino de pop/rock em 1996. No mesmo ano mudou-se junto com Lisa para Dublin na Irlanda. O segundo álbum solo Alzea Place foi lançado em 1997. O estilo do álbum era mais instrumental do que o anterior, usando as influências da música folk espanhola e irlandesa. Tocou quase todos os instrumentos no álbum. O primeiro single, "The Match", tornou-se uma canção muito popular e era passada com frequência nas rádios. A letra da música para o segundo single, "The One in the Glass", foi tirada de um poema de Janet Zuckerman. "If I’d Only Know" foi o último single.
Em 1998, gravou o dueto "Runnig with a Dream" juntamente com a cantora alemã de ópera Anna Maria Kaufmann. Foi escrito por Mike Batt, e foi o hino oficial da equipa alemã no campeonato mundial de futebol em França. Joey também cantou em outras canções do álbum de Anna Maria Kaufmann como "Blame it on the Moon". "Running with a Dream" foi uma faixa de bónus em alemão da versão Azálea Place. No mesmo ano, cantou na Philharmania, um álbum que contem muitos sucessos do rock, tocados pela Royal Orchestra Philarmonia sobre a orientação de Mike Batt. A canção de Joey é um cover de Bruce Springsteen, “Born to Run”.
Em 29 de setembro de 2000, o cantor e Lisa casaram. O casamento aconteceu em Richmond, um pequeno local nos arredores de Londres. Todos os membros da banda foram convidados, mas John Levén não pode ir.
Em 2001, Joey, Patrick Isaksson e Anders Glenmark tocaram uma versão do clássico “Har Kommer Natten” para o cantor de músicas românticas sueco Pugh Rogefeld. Essa foi a primeira vez que o vocalista gravou uma canção em sueco, e a música foi incluída na compilação Osannolikt Svenskt. No ano seguinte, Tempest escreveu a canção “Change” para Bower & Morley, ambos os membros eram da banda Thunder. A canção foi incluída no álbum Moving Swiftly Along.
O lançamento do terceiro álbum do vocalista foi adiado muitas vezes, seria lançado em 2000, e o título era Joey Tempest, o qual foi apenas lançado em 2002. O estilo de música desta vez era mais pesado do que o seu antecessor, descobriu novamente o sentimento de tocar em uma banda de rock. Descobriu novamente o seu caminho de volta como letrista, como fez durante o tempo do Europe.
Mic Michaeli escreveu em conjunto com Joey três canções no álbum. O cantor também trabalhou muito com o guitarrista inglês Adam Lamprell. O primeiro single foi "Forgiven", que se tornou um pequeno sucesso na Suécia. "Superhuman" deveria ter sido o segundo single, mas foi enviado às rádios apenas como um single promocional. No final o álbum não vendeu tanto como os dois primeiros. A recepção do material foi mista.

## Discografia

### Solo
- A Place to Call Home (1995)
- Azalea Place (1997)
- Joey Tempest (2002)

### Com Europe
- 1983 - Europe
- 1984 - Wings Of Tomorrow
- 1986 - The Final Countdown
- 1988 - Out Of This World
- 1991 - Prisoners In Paradise
- 2004 - Start From The Dark
- 2006 - Secret Society
- 2009 - Last Look At Eden
- 2012 - Bag Of Bones
- 2015 - War of Kings
- 2017 - Walk the Earth